# Torre de Cal Torrell
La Torre de Cal Torell és una torre de defensa adossada a la Casa de la Vila de Vinyols i els Arcs (Baix Camp), protegida com a bé cultural d'interès nacional.

## Descripció
Torre de defensa de planta rectangular que fa 6 x 6,40 metres, i uns 12 metres d'alçada. Força ben conservada, té murs de maçoneria, arrebossats, cantonades i matacans -un a cada cara- de pedra picada. Pisos amb voltes de maons, probablement construïts més tard, quan es va construir l'actual ajuntament -abans Casa Torrell-, adossat a la torre, que té arcs i voltes de factura similar. L'origen de la torre és possiblement d'origen tardomedieval, tot i que l'edifici és dels segles XVI-XVII.

## Notícies històriques
Torre que va fer construir per Francesc Torrell i Pradell l'any 1560. Seguí el mateix camí que l'actual casa de la Vila, i pertangué a les famílies Folc i Nicolau, abans de passar a ser propietat municipal. Durant la guerra de 1936-39 feu les funcions de presó. Fa pocs anys s'hi descobriren uns pergamins i llibres guardats allí, probablement a causa de la guerra.